# 喬恩·拉威茨
喬恩·拉威茨（英語：Jonathan Michael "Jon" Lovitz，1957年7月21日—）是美國的一位喜劇演員、演員、歌手。他在1985年至1990年期間是NBC節目週六夜現場的固定來賓。拉威茨出生在洛杉磯。